# Maja Krantz
Maja Krantz, född 27 mars 1987 i Helsingborg, är en svensk före detta fotbollsspelare som spelade för Linköpings FC och Notts County FC. Med Linköping FC spelade hon i UEFA Women's Champions League och var även en del av den svenska U19-landslagstruppen till U19-Europamästerskapet 2006 och spelade totalt 37 u-landskamper för Sverige.
Hennes moderklubb var Högaborgs BK, och därefter spelade hon en tid för Helsingborgs DFF. Vid 17 års ålder började Krantz spela för den dåvarande allsvenska föreningen Stattena inför säsongen 2004. Hon skrev kontrakt med Linköpings FC inför säsongen 2007. Med klubben tog Krantz SM-guld 2009, samt fyra titlar i svenska cupen. Hon spelade även två säsonger i UEFA Women's Champions League. Efter nio säsonger i klubben lämnade Krantz Linköping hösten 2015 och i januari 2016 skrev hon på för den engelska FA WSL-klubben Notts County FC i Nottingham.
Krantz är utbildad psykolog och hösten 2016 antog hon ett jobberbjudande i Sverige inom fältet och beslutade därefter att lägga fotbollsskorna på hyllan.